# John Duigan
John Duigan (Hartley Wintney, 19 giugno 1949) è un regista, sceneggiatore, attore e produttore cinematografico australiano.

## Biografia
Nato in Inghilterra da padre australiano, si è trasferito in Australia nel 1961. È fratello della scrittrice Virginia Duigan e zio di Trilby Beresford. Ha studiato all'Università di Melbourne, laureandosi in filosofia nel 1973. Durante il periodo universitario ha già lavorato come attore e regista teatrale ed ha diretto diversi cortometraggi. Nel 1974 ha iniziato a dirigere film, riscuotendo i primi successi. Nel 1987 ha diretto The Year My Voice Broke, primo film di successo internazionale. In patria ha girato Sirene (1993), mentre negli Stati Uniti ha girato Romero, interpretato da Raúl Juliá e Lawn Dogs. Nel 2004 ha diretto Gioco di donna, con Charlize Theron, Stuart Townsend e Penélope Cruz.

## Filmografia

### Regista

#### Cinema
- The Firm Man (1975)
- The Trespassers (1976)
- Mouth to Mouth (1978)
- Dimboola (1979)
- Winter of Our Dreams (1981)
- Far East (1982)
- One Night Stand (1984)
- The Year of My Voice Broke (1987)
- Romero (1989)
- Flirting (1991)
- Fiamme di passione (Wide Sargasso Sea) (1993)
- Sirene (Sirens) (1994)
- Il viaggio di August (The Journey of August King) (1995)
- The Leading Man (1996)
- Lawn Dogs (1997)
- Molly (1999)
- Paranoid (2000)
- Un'insolita missione (The Parole Officer) (2001)
- Gioco di donna (Head in the Clouds) (2004)
- The Engagement (2011)
- Careless Love (2012)

#### Televisione
- Vietnam – miniserie TV, 10 episodi (1987)
- Room to Move – film TV (1987)
- Fragments of War: The Story of Damien Parer – film TV (1988)